# Google Scholar
Google Scholar est un service de Google permettant la recherche d'articles et de publications scientifiques. Lancé fin 2004, il inventorie des articles approuvés ou non par des comités de lecture (en anglais : peer-reviewed), des thèses de type universitaire et des livres scientifiques.
L'index de Google Scholar contient la plupart des journaux en ligne soumis à des comités de lecture, journaux provenant des grands éditeurs de littérature scientifique. Cependant la couverture réelle n’est pas connue précisément et plusieurs chercheurs ont repéré des trous dans sa couverture des archives des éditeurs. En 2014, Google Scholar affirmait couvrir 85 % des publications scientifiques. Dans une étude publiée en 2019, Michael Gusenbauer estimait le nombre de références totales à environ 389 millions d'entrées.
La qualité des résultats des recherches n’atteindrait pas celle des bases de données classiques. L'attention a été attirée sur le fait que Google Scholar n'est pas un outil adapté pour des applications bibliométriques ni pour l'évaluation de l'impact des chercheurs et des revues,. Cependant, selon Gusenhauer (2019), qui compare douze moteurs de recherche académiques, Google Scholar, « avec 389 millions de mentions [records], est actuellement le moteur de recherche académique le plus complet [most comprehensive] ».

## Fonctionnalités
- Par le biais de la fonctionnalité « cité par », chaque article est relié aux articles l'ayant déjà cité. La fonctionnalité « Autre article » permet de trouver des articles proches de l'article désiré, etc[5].
- Dans les préférences de l'application et sous « Gestionnaire des bibliographies », il est possible de demander à Google Scholar d'afficher les liens permettant d'importer des citations dans BibTeX, Endnote, RefMan et RefWorks[6].
- Une interaction avec les bibliothèques permet de rechercher un ouvrage grâce au catalogue international WorldCat, et en France via le système SUDOC. De plus, certains établissements peuvent, à l'aide d'une interaction plus grande avec Google, accéder à des services personnalisés gratuits, facilitant l'accès aux articles[7]. En 2017, ce système a été étendu par Google via l'introduction du système Campus Activated Subscriber Access.
- Créer des alertes lors de la publication d'article par e-mail.
- Enregistrer les articles dans sa bibliothèque.

En septembre 2018, Google lance Dataset Search, ce moteur de recherche indexe les bases de données open source issues de sites publics.

## Slogan
On lit sur la page d’accueil du site la devise « Sur les épaules d'un géant ».